# Sousa EC
Der Sousa Esporte Clube, in der Regel nur kurz Sousa genannt, ist ein Fußballverein aus Sousa im brasilianischen Bundesstaat Paraíba.
Aktuell spielt der Verein in der vierten brasilianischen Liga, der Série D.

## Erfolge
- Staatsmeisterschaft von Paraíba (4×): 1994, 2009, 2024, 2025
- Staatsmeisterschaft von Paraíba – 2nd Division: 1991

## Stadion

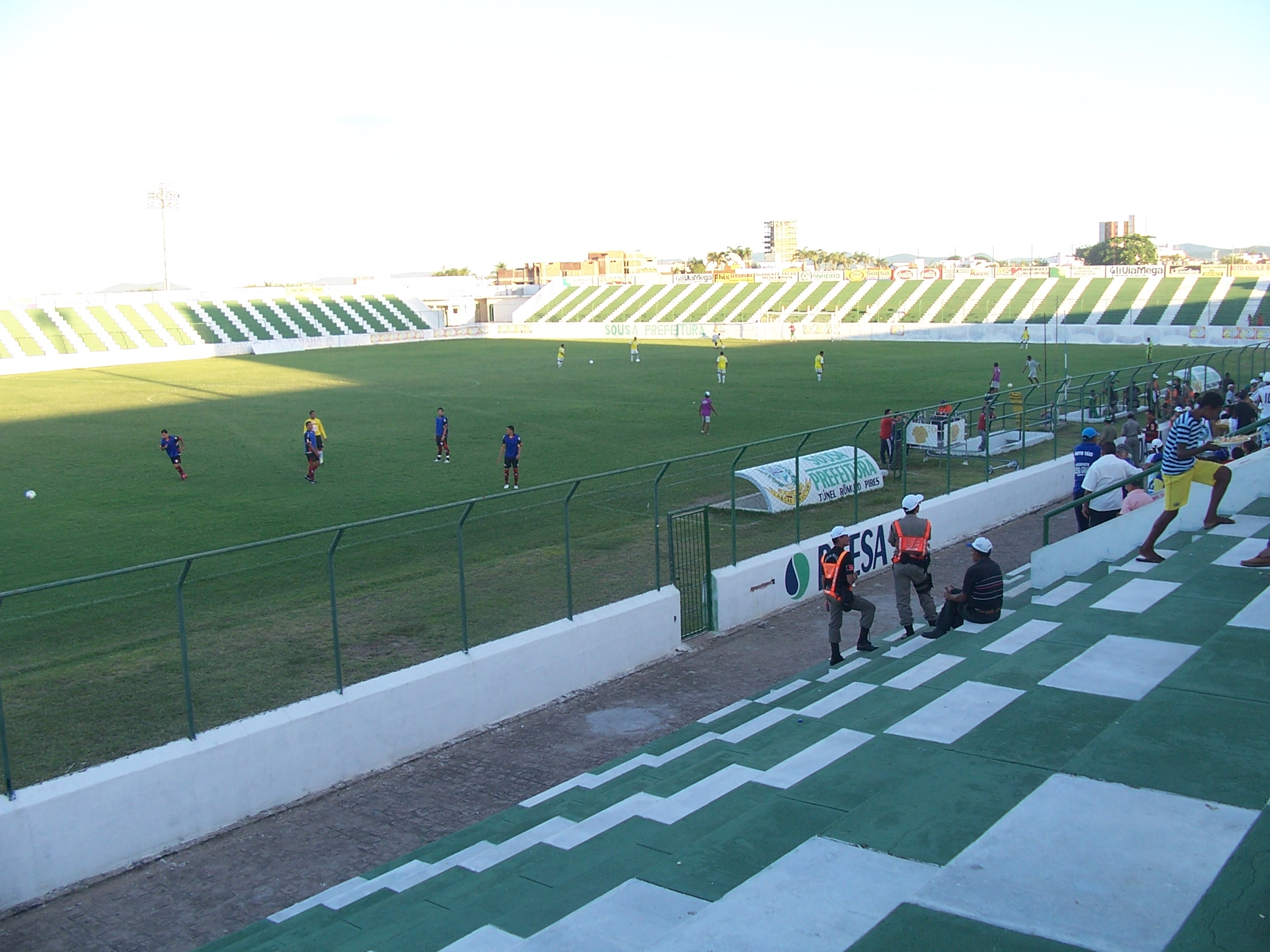
Estádio Antônio Mariz

Der Verein trägt seine Heimspiele im Estádio Antônio Mariz, auch unter dem Namen O Marizão bekannt, in Sousa aus. Das Stadion hat ein Fassungsvermögen von 5400 Personen.

## Trainerchronik
Stand: Oktober 2024
| Trainer            | Nation    | von              | bis              |
| ------------------ | --------- | ---------------- | ---------------- |
| Pedro Manta        | Brasilien | 8. Februar 2010  | 12. Februar 2010 |
| Suélio Lacerda     | Brasilien | 22. Februar 2010 | 26. Februar 2010 |
| Neto Maradona      | Brasilien | 12. April 2013   | 20. Mai 2013     |
| Cleibson Ferreira  | Brasilien | 1. Oktober 2017  | 31. Januar 2018  |
| Índio Ferreira     | Brasilien | 20. Mai 2021     | 21. Juni 2021    |
| Warley             | Brasilien | 22. Juni 2021    | 23. Juli 2021    |
| Tardelly Abrantes  | Brasilien | 21. Juli 2021    | 31. August 2022  |
| Pedro Manta        | Brasilien | 30. Juli 2021    | 24. August 2021  |
| Renatinho Potiguar | Brasilien | 2. Januar 2023   | 8. Februar 2024  |
| Paulo Schardong    | Brasilien | 16. Februar 2024 | 13. Mai 2024     |
| Leandro Sena       | Brasilien | 14. Mai 2024     |                  |